# Томаківський район Катеринославського повіту
Томаківський або Четвертий район Катеринославського повіту - адміністративно - територіальна одиниця, що існувала на терені сучасних Дніпропетровської та Запорізької областей у 1920 - 1921 роках. Районний центр - село Томаківка.

## Виникнення
Томаківський або Четвертий район було створено у 1920 році. До його складу входили Томаківська, Борисівська, Анастасівська, Чумаківська, Михайлівська та Хортицька волості.

## Розформування
Томаківський район було розформовано згідно постанови ВУЦВК від 12 жовтня 1921 р.  Його територія увійшла до складу Нікопольського повіту Катеринославської губернії.